# نيمانيا توشيتش
نيمانيا توشيتش (بالصربية: Немања Тошић)‏ هو لاعب كرة قدم صربي في مركز الهجوم، ولد في 1 أبريل 1986 في بلغراد في صربيا. لعب مع بي أيه إس كيه بيوغراد وغرافيتشار بيوغراد.

## وصلات خارجية
- نيمانيا توشيتش على موقع قاعدة بيانات كرة القدم.إي يو (الإنجليزية)
- نيمانيا توشيتش على موقع Soccerbase.com (لاعب) (الإنجليزية)
- نيمانيا توشيتش على موقع Soccerway.com (الإنجليزية)
- نيمانيا توشيتش على موقع عالم كرة القدم.نت (الإنجليزية)